# Францішек Альтер

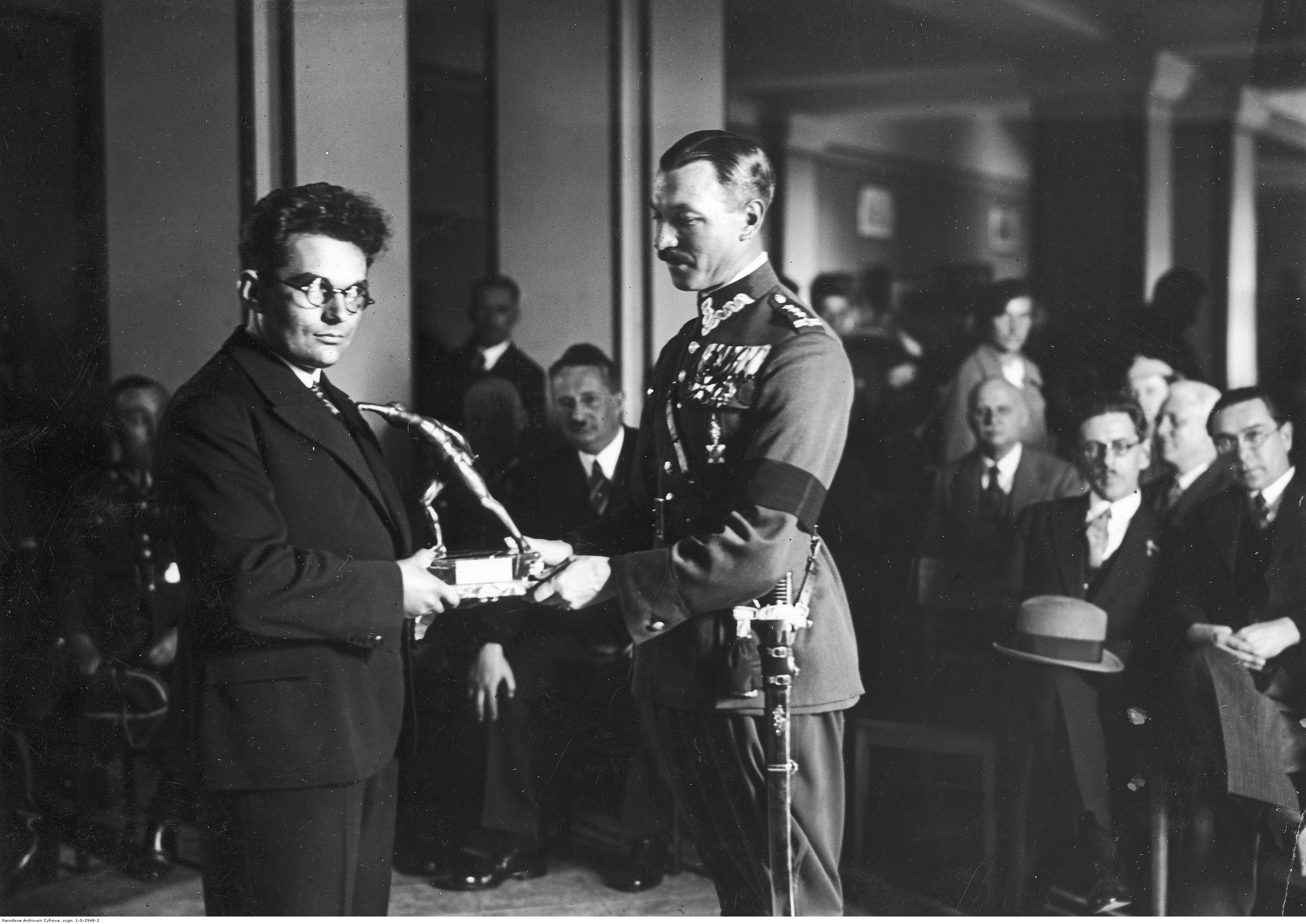
Змагання зі стрільби, стрільби з лука та полювання в Познані — полковник Францішек Альтер вручає учаснику змагань приз; червень 1935 року

Францішек Ксаверій Альтер (пол. Franciszek Ksawery Alter; 1889 — 1945) — польський військовик, бригадний генерал Війська Польського .

## Біографія
Францішек Альтер народився 1889 року у Львові. У 1900—1905 роках відвідував Другу молодшу школу. У 1905 році вступив до Австрійського кадетського корпусу 95-го піхотного полку у Львові. Після закінчення навчання в 1909 році направлений до 56-го піхотного полку, в якому прослужив до 1912 року і знову в період з січня 1917 року по січень 1918 року, командиром взводу та роти. У 1912—1916 роках і з січня по жовтень 1918 року він служив у штабі поповнення у Вадовицях.
1 листопада 1918 року він пішов добровольцем на службу до відродженої польської армії. Йому було наказано організувати піхотний батальйон у Вадовицях. Під час війни з більшовиками він служив у 12-му піхотному полку, де був ад'ютантом командира полку, а потім командував 3-м батальйоном.
Після закінчення бойових дій він залишився у 12-му полку, виконуючи обов'язки заступника та командира полку. Він обіймав цю посаду до 3 травня 1922 року. З серпня 1922 по січень 1931 року командував 77-м піхотним полком у Лідзі. 21 січня 1931 року його призначили командиром стрілецької дивізії 14-ї піхотної дивізії в Познані. 12 жовтня 1935 року призначений командувачем 25-ї піхотної дивізії в Каліші.
Коли у 1939 році почалася війна з Німеччиною, він командував 25-ю піхотною дивізією в армії «Познань» генерала Тадеуша Кутшеби. У перших числах вересня 1939 року дивізія брала участь у боях у Великопольщі, звідки їй довелося вийти разом з рештою частин армії. З 9 вересня вона брала участь у битві на Бзурі. Потім, 21 вересня, після важких боїв у Кампіноському лісі він прорвався до Варшави. Захищав західну частину Варшава до капітуляції 28 вересня. Під час капітуляції столиці Альтер мав можливість втекти літаком за кордон, але він залишився зі своїми солдатами до кінця.
У німецькому полоні йому запропонували підписати Фольксліст, але він відхилив цю пропозицію, за що зазнав переслідувань з боку влади. З 1941 року перебував в таборі для полонених Мурнау. У 1944 році тяжко хворий був переведений до лікарні в Гарміш-Партенкірхені, де і помер 23 січня 1945 року. Там його також поховали. Згодом його прах перепоховали на табірному кладовищі в Мурнау.

## Кар'єра
- Хорунжий — 1909,
- Підпоручник — 1912,
- Поручник — 1916,
- Капітан — 1918,
- Майор — 1920,
- Підполковник — 3 травня 1922 року[3].
- Полковник — 16 березня 1927[4].
- Бригадний генерал — 19 березня 1939 року[5].

## Нагороди
- Срібний хрест ордену Virtuti Militari (1921)[6]
- Офіцерський хрест ордена Polonia Restituta (1925)[7]
- Хрест Хоробрих — чотири рази (вперше і вдруге в 1921 році)[8]
- Золотий хрест за заслуги (1935)[9]
- Медаль Незалежності (2 серпня 1931 р.)[10]
- Пам'ятна медаль учаснику війни 1918-1921 років
- Медаль «Десятиліття здобутої незалежності»